# Arbeitslosengeld II
El Arbeitslosengeld II (popularmente conocido como „Hartz IV“) es la prestación al desempleo para los parados de larga duración de nacionalidad alemana o con residencia habitual en Alemania. Tienen derecho a ella también los ciudadanos de la UE en igualdad de condiciones.  Su objetivo es permitir a los beneficiarios la realización de una vida digna. El Arbeitslosengeld II se tramita de manera presencial en las oficinas del Jobcenter del barrio donde se reside.

## Requisitos

### Personas con derecho a Arbeitslosengeld II
El Arbeitslosengeld II está destinado a personas en disposición para trabajar. Se define a personas con capacidad para trabajar a aquellas que:
- han cumplido al menos 15 años y no han alcanzado la edad de jubilación,
- no están impedidas por una enfermedad o minusvalía y por lo tanto pueden trabajar más de tres horas diarias,
- se encuentran en situación de necesidad,
- residen habitualmente en Alemania.

Las personas en situación de necesidad se definen como aquellas que no disponen de sustento suficiente y no pueden obtener la ayuda necesaria mediante allegados u otras ayudas (por ejemplo la ayuda a la vivienda "Wohngeld" o el "Kinderzuschlag"). También se aplica a los trabajadores precarios que, pese a trabajar, no ingresan lo suficiente para subsistir y a los parados cuya prestación por desempleo es demasiado baja ("Aufstockers"). No se consideran en situación de necesidad a las personas que solamente necesiten sufragar su seguro médico.
También pueden ser receptores de la ayuda personas que vivan en un hogar o Bedarfgemeinschaft con un beneficiario de la ayuda, inclusive sus hijos.
Las personas capaces de trabajar pueden realizar cualquier tipo de trabajo, siempre y cuando la persona no se encuentre en una situación anímica o psicológica, de tal modo que el ejercicio de ese trabajo pusiera en peligro la educación de su hijo o a la pareja de su hijo; o si el cuidado de un pariente fuese incompatible con la actividad laboral.
No reciben ayuda personas que:
- siendo hábiles para trabajar, sin aprobación de su correspondiente Ansprechpartner, se encuentra lejos de su Jobcenter y como consecuencia no está dispuesto a integrase en el mundo laboral.
- personas que se alojan en un centro de atención hospitalaria de modo permanente (con algunas excepciones).
- personas en edad de jubilación así como personas que desde más de 6 meses no son aptos para trabajar.
- personas que reciben una pensión de jubilación o similar.

#### Extranjeros
Los extranjeros tienen en principio el mismo derecho a la ayuda que los alemanes. No tienen derecho a Arbeitlosengeld II los extranjeros que:
- no residentes o residentes ocasionales en Alemania (por ejemplo turistas o trabajadores estacionales),
- no tienen permiso de trabajo ni podrían obtenerlo legalmente,
- extranjeros actualmente no trabajadores durante los tres primeros meses de su estancia. Con la excepción de obtener el permiso de residencia por el derecho internacional, o razones humanitarias o políticas. Esto no incluye a los familiares extranjeros de ciudadanos alemanes,
- personas que se acojan a la Asylbewerberleistungsgestzes, en especial solicitantes de asilo político,
- extranjeros, que su derecho de residencia dependa de la búsqueda de empleo, y sus familiares.

En la práctica este último punto es problemático, en especial para los ciudadanos de la UE recién llegados, ya que sí disponen de ese derecho a residencia, cuando ni siquiera han trabajado en Alemania antes ni cuando son familiares de una persona actualmente empleada.
En el caso de personas procedentes de la Unión Europea, que no trabajan o que su trabajo no les llega para cumplir su mínimo de existencia, el término "búsqueda de empleo" no es exclusivamente representativo, ya que tienen derecho a estar permanentemente en Alemania, independientemente de si buscan empleo o no. Como empleados o autónomos tienen derecho a una ayuda complementaria para asegurar el mínimo existencial, como también después de haberse inscrito en el paro. Es importante el concepto de "verbleibeberechtigter Arbeitnehmer", que son personas que hayan trabajado al menos 12 meses en Alemania, no estén en el paro voluntariamente y estén a disposición y en contacto con su Jobcenter. Cuando la persona haya estado activa laboralmente menos de 12 meses, conservaría el estatus de "verbleibeberechtiger Arbeitnehmer" al menos durante 6 meses. 
A raíz de una sentencia del Bundessozialgerichts, esta exclusión no se aplica a ciudadanos que pertenezcan a un país miembro de Europäischen Fürsorgeabkommens (EFA). España se encuentra entre ellos. Sin embargo, el gobierno anunció en diciembre de 2011 una reserva sobre la EFA, alegando que la misma no debe ser aplicable en el ámbito del SGB II. Gracias a ello, personas de Estados miembros de la EFA, a las cuales les han denegado inicialmente la ayuda, pueden reclamar sin embargo la ayuda social. Ha habido dos casos especialmente significativos: los casos "Dano" y "Alimanovic". En el caso Dano, el tribunal determinó que la prestación se debe dar en primera instancia, cuando no se disponga de ningún otro medio de supervivencia ("Erst-Recht-Regelung"). En el caso Alimanovic se determinó en el juicio que los ciudadanos de la EFA cuyo objetivo es la búsqueda de empleo disponen del derecho a la ayuda social. El Bundessozialgericht determinó así que la ayuda a extranjeros de países miembros de la EFA es admisible cuando llevan un tiempo afincados en Alemania (por lo menos 6 meses). Esto último ha generado una gran controversia en Alemania, incluso llegando varios tribunales a oponerse a esa decisión; ciudades como Offenbach am Main incluso declararon su intención de deportar a ciudadanos de la UE a su tierra natal en un futuro.
A todo ello, se suma que el Bundesverfassungsgericht en el año 2013, en una ley relacionada con prestaciones a solicitantes de asilo político, especifica que el derecho a unos mínimos de subsistencia no es relativo a la política de migración. Se espera que esto genere próximamente reacciones en el ámbito político y legal.

#### Personas que realizan una formación
Las personas que estén realizando una formación están en principio excluidos de las prestaciones por desempleo, siempre que realicen una formación que esté reconocida según el Bundesausbildungsförderungsgesetz.  Este grupo de personas tienen la posibilidad de obtener otro tipo de ayudas. De todos modos, como estas personas son consideradas "erwerbsfähige Leistungsberechtige", sus hijos tendrían la posibilidad de recibir Sozialgeld.

### Bedarfsgemeinschaft, Haushaltgemeinschaft
Una Bedarfsgemeinschaft está formada por los habitantes de un inmueble, en el que las necesidades individuales de cada uno de los miembros se determina teniendo en cuenta la situación financiera de los demás. También son consideradas Bedarfsgemeinschaft personas solicitantes de empleo que vivan solas. A una Bedarfsgemeinschaft pertenecerían:
1. Personas con capacidad y derecho a trabajar.
2. Padres, cuyo hijo vive en su casa y aún no ha alcanzado los 25 años de edad.
3. Parejas de una persona con capacidad y derecho a trabajar, que:
  1. estando casados vivan la mayoría del tiempo juntos.
  2. siendo pareja vivan la mayoría del tiempo juntos.
  3. una persona, que viva comparta vivienda con otra persona; y cuyo deseo expreso sea de asumir, en caso necesario, las responsabilidades de la otra.
4. Entre uno y tres hijos no casados, los cuales no alcancen los 25 años de edad y sus ingresos no alcancen a cubrir sus mínimos de subsistencia.

Existe una Haushaltgemeinschaft cuando varias personas, que no componen una Bedarfgemeinschaft, pero que viven juntos como familia y comparten gastos. No existe, sin embargo, obligación de informar de los parientes que viven con la persona. Subarrendamientos, pisos de estudiantes o pisos de empleadores (como en hoteles y restaurantes), no son Haushaltsgemeinschaften.

### Auszubildende
Los Auszubilende están excluidos de recibir Arbeitslosengeld II, siempre y cuando reciban una Ausbildung a que tenga la posibilidad de recibir una prestación del tipo Bundesausbildungsförderungsgesetz. De todos modos, los hijos de Auszubilende disponen del derecho a Sozialgeld.
Sin embargo, existen las siguientes excepciones:
- Quien cursa una educación general (Gymnasium, Fachoberschule, Berufsvorbereitungsjahr, Berufsgrundbildungsjahr) o realiza una formación profesional; pero está excluido de las ayudas referentes a sus estudios debido a que aún vive con sus padres. En ese caso, esa persona tendría derecho a Arbeitslosengeld II.
- Quien acude a una Berufsfachschule o participa en un tipo de formación profesional y aún vive con sus padres, podría aumentar la cuantía de sus ayudas mediante Arbeitslosengeld II.
- Quien acude a una escuela de educación nocturna y es mayor de 30 años de edad, debido a que entonces no dispondría de derecho a las ayudas referentes a sus estudios.

### Otros aspectos
Las prestaciones referentes a Arbeitslosengeld II se pueden otorgar (o no) teniendo en cuenta otras prestaciones sociales. Como consecuencia de ello, la persona que tiene derecho a solicitar otros servicios sociales, puede hacerlo.
También es posible que se otorgue a la persona la renta antes de tiempo. Esto es, la solicitud de la pensión de jubilación en contra de la voluntad del beneficiario. Esto es especialmente contraproducente para las personas que dispongan de una renta de reducción permanente. Esto se puede comenzar a aplicar a partir de los 63 años; o en caso de que estemos hablando de una excepción regulada.

### Requisitos de aplicación
Las prestaciones del Arbeitslosengeld II están, en principio, subordinadas a otros servicios sociales. Por lo tanto, cualquier persona que disponga de otra ayuda, podría solicitar Arbeitslosengeld II. En caso de que la solicitud sea rechazada, se podría reclamar el derecho a la misma.
El Jobcenter responsable de la región en la que la persona tenga su residencia habitual es el responsable de comprobar la solicitud. En caso de personas que no dispongan de ninguna residencia, por ejemplo los "sin techo"; será responsable de esa persona el Jobcenter al que acuda.
Los solicitantes tienen el deber de cooperar con la entidad que les concede la prestación. Como consecuencia de ello, su empleador y terceros (entre los que se encuentran las personas dependientes a la misma) deben colaborar también, en caso de ser necesario. Para el caso en que estas personas se nieguen a colaborar, se pueden establecer multas que asciendan hasta 2000 euros. En caso de que la situación del beneficiario no cambie, debe notificarlo. En caso de que no lo haga, se pueden imponer multas de hasta 5000 euros.
La ayuda debe ser concedida durante un período de seis meses. Sin embargo, se pueden extender ese período de concesión a 12 meses en caso de que la situación del solicitante no tenga vistas de mejorar. Quien no reciba la ayuda por un mes completo, la ayuda se calculará basándose en los días; calculando un mes como 30 días. La ayuda se transferirá a la cuenta bancaria del destinatario. En caso de que el receptor de la ayuda desee un pago mediante cheque, los gastos asociados se restarán de la prestación; a no ser que el solicitante no pueda abrir una cuenta con ningún banco, por ejemplo en caso de insolvencia.

## Protección
El 1 de enero de 2005 fue aprobado el Arbeitslosengeld II a través de Vierte Gesetz für moderne Dienstleistungen am Arbeitsmarkt („Hartz IV“) fusionando la ayuda de desempleo y la ayuda social en una ayuda básica para solicitantes de empleo. Personas no aptas para trabajar, que sin embargo vivan con personas aptas para trabajar podrían recibir "Sozialgeld"; el cual se asigna con respecto a las mismas reglas que el Arbeitslosengeld II. 
Para recibir Arbeitslosengeld II no es necesario (a pesar de su engañoso nombre) ni el desempleo ni haber recibido anteriormente la prestación por desempleo; incluso pudiendo ser un añadido a otra fuente de ingresos, cuando la misma no pudiese satisfacer las necesidades básicas de la persona.

## Objetivo
Antes de la aprobación del Arbeitslosengeld II existían dos tipos diferentes de ayuda para garantizar los recursos mínimos: la Arbeitslosenhilfe proporcionada por el correspondiente "Bundesland" para las personas que después de una prestación por desempleo continuaban en estado de desempleo; y la Sozialhilfe financiada por todos los "Bundesland" destinada entre otras, para personas que nunca habían ejercido un trabajo remunerado. Esta diferenciación entre prestaciones generó numerosos problemas en la práctica:
- Los servicios destinados a la integración de los desempleados eran a menudo insuficientes. Como tampoco existía una coordinación entre los diferentes agentes, debido en una mayor parte a las dificultades de intercambio de datos por las políticas de privacidad.
- Dado que la Arbeitslosenhilfe dependía de los ingresos anteriores, podía ser en algunos casos lo suficientemente baja para que la Sozialhilfe fuese necesaria.
- Mientras los recpetores de Arbeitslosenhilfe disponían de seguro médico y derecho a pensión, no era el caso de los receptores de Sozialhilfe. Estos últimos tenían derecho a seguro médico, solo cuando habían tenido anteriormente seguro médico debido a un trabajo anterior.
- Uno de los grandes problemas fueron las transferencias entre la Arbeitslosenhilfe y la Sozialhilfe.
- Ambas prestaciones presentaron altos costes, los cuales no llegaron a ser cubiertos por el seguro de desempleo. Esto provocó que en última medida se financiasen con los impuestos. Las regiones económicamente más débiles fueron consecuentemente las más afectadas.
- Para cada ayuda existía una institución social encargada: para la Arbeitslosenhilfe estaba la Sozialgerichtsbarkeit, mientras que para la Sozialhilfe era responsable la Verwaltungsgerichtsbarkeit.[12]

Con Arbeitslosengeld II se conseguiría ofrecer una ayuda para todas las personas empleables actualmente en paro, que es dependiente de la correspondiente "Bundesagentür für Arbeit". La Sozialhilfe se ha mantenido para aquellas personas, las cuales no disponen de derecho a Arbeitslosengeld II (en la mayoría de los casos gente que ha perdido la capacidad de trabajar).

## Datos estadísticos
Después de la implementación de Arbeitslosengeld II existían alrededor de 4,98 millones de personas empleables receptoras de la ayuda. Se excluyen de esa cuenta los receptores de Sozialgeld. Los beneficiarios fueron principalmente los anteriores receptores de las respectivas Arbeitslosenhilfe y Sozialhilfe. De acuerdo a la IAB en el 50% de beneficiarios su situación se vio empeorada, mientras que obtuvo una mejora en un 43%.
Antes de la implementación de Arbeitslosengeld II, el gobierno tomó como base para calcular el número de Bedarfgemeinschaften los datos de 2002, que eran de 2,6 millones. El incremento del número de receptores de ayudas de ayudas sociales en 2003 y 2004 fue ignorado a la hora de hacer los cálculos. Después de la aprobación de la ley el número de Bedarfgemeinschaften se incrementó a 3,9 millones. Esto conllevó que los inicialmente planeados 25 millones de euros fueran insuficientes, teniendo que invertir otros 10 millones de euros. El nuevo sistema fue más caro que el anterior sistema de prestaciones de desempleo y asistencia social (el cual el año anterior había costado 28,7 millones de euros). Con los cambios en la legislación en 2006, el gobierno trató de reducir los costes asociados.
Los gastos asociados al Arbeitslosengeld II en el año 2011 fueron 36 mil millones de euros. En el año 2009 se produjeron cerca de 822.000 reclamaciones y 143.000 demandas con respecto a los recortes realizados. El informe del gobierno explica literlamente: "Rund 1,2 Prozent der Bescheide wurden im Rahmen des Widerspruchsverfahrens geändert oder aufgehoben. Vor Gericht aufgehoben oder geändert wurden rund 0,2 Prozent“ (alrededor de 1,2 por ciento de las prestaciones han sido han sido con respecto a las reclamaciones canceladas o modificadas. Mediante tribunal la cifra es de alrededor de un 0,2 por ciento). Se presentó un incremento de 38.655 quejas en 2005 a 158.436 en 2010. La tasa de éxito en los juicios se incrementó de 36,7% en 2006 a un 48,8% en el año 2010. En la primera mitad del año 2013, se aceptaron un poco más de un tercio de las reclamaciones presentadas.

## Legislación
El marco legal está definido en Zweite Buch Sozialgesetzbuch (SGB II). Es una de las leyes más frecuente modificadas hasta la fecha.
Existen también varios reglamentos, como Arbeitslosengeld II/Sozialgeld-Verordnung (Alg II-V) y el Unbilligkeitsverordnung (UnbilligkeitsV).

## Administración
Las Agenturen für Arbeit son, en la mayoría de los casos, responsables administrativos. Estos han creado, según el SGB II unas nuevas entidades, llamadas Jobcenter.

## Funcionamiento
Arbeitslosengeld II debe satisfacer las necesidades básicas de las personas hábiles para trabajar, siempre y cuando esas personas por sus propios medios no puedan cubrirlas. Con ello se pretende permitir a los beneficiarios llevar una vida digna (según SGB II).
El aseguramiento de la existencia no se proporciona sin condiciones; de modo que los beneficiarios están obligados a hacer todo lo posible para poner fin a la necesidad de asistencia social; con lo cual teóricamente se consigue una integración más rápida en el mercado laboral. En la ley está especificada el deber por parte del receptor de la ayuda de integrarse, pero el incumplimiento de ese deber no puede ser sancionado desde 2011. A cambio el receptor de la ayuda deberá proporcionar una serie de servicios. Se deberán cumplir esos servicios, siempre y cuando el receptor tenga entre 25 y 58 años. Receptores de la ayuda, que no tengan suficientes conocimientos del idioma alemán, deberán participar en un Integrationskurs.

Los activos necesarios para el Arbeitslosengeld II están protegidos ante una eventual crisis hasta ciertos límites.
Así, la prestación recibida en una cuenta bancaria está protegida ante embargos de cuentas, siempre y cuando la cuenta sea una Pfändschutzkonto y cumpla una serie de requisitos. El propietario de la cuenta debe tener acceso a la prestación en un plazo de 14 días máximo; aun cuando su cuenta se encuentre en números negativos.

## Ayuda para cubrir los mínimos de existencia
El importe económico recibido se basa en las necesidades del solicitante. Esto es:
- Regelbedarf
- Mehrbedarfe
- Alquiler y calefacción

Los siguientes servicios se proporcionan bajo ciertas condiciones:
- En el caso de niños, adolescentes y adultos jóvenes se considerará especialmente la participación social y cultural en la comunidad.
- El pago del seguro médico y seguro de renta para las personas que tienen la obligación de hacerlo.
- Pago de las cuotas de seguro en el caso de disponer de un seguro privado.
- Cobertura económica mínima.
- Coberturas complementarias en casos necesarios individuales, en el caso de estar reconocidos en Regelbedarf.

Desde el 1 de enero de 2011 el seguro de pensiones no será pagado por los receptores de ALG II.
Después del cálculo de las necesidades económicas de la persona se comprobará si el propio solicitante y/o las personas de su entorno pueden cubrir sus necesidades. En el caso más sencillo una persona debería recibir ayuda en función de su Regelbedarf y los gastos de alojamiento.

### Regelbedarf
La cuantía económica recibida según Regelbedarf se actualiza el 1 de enero de cada año. Para ello se tiene en cuenta la evolución del promedio de precios a nivel nacional, así como la evolución del desarrollo nacional de sueldos y salarios por trabajador.
De acuerdo a las disposiciones legales, en el caso de personas casadas que no vivan en la misma casa se considerará el Regelbedarf para una persona sola.

### Costes de la vivienda y calefacción
Los costes de la vivienda y calefacción son reconocidos para tener en cuenta el cálculo de Regelbedarf. En ese caso, se tienen en cuenta el precio de los alquileres en el mercado de viviendas local. Los costes de una vivienda que supere los requisitos serán reconocidos, solo en el caso de que no sea posible un cambio de vivienda, realizar un alquiler o de algún otro modo rebajar los gastos; y por lo general no superior a seis meses.
En el caso de los menores de 25 años se reconoce solo el 80% del Regelbedarf, además no tienen derecho al reembolso de los costes de la vivienda. En el caso de que existiera alguna razón de fuerza máxima que obligase a la persona a mudarse, podrían excepcionalmente los costes de vivienda ser sufragados. 

#### Regelbedarf 2016
La cuantía a recibir se revisa cada año y se calcula a base de unos índices. Estos se basan en un 70% en la evolución de los precios y en un 30% en la evolución del salario neto. Para el año 2016 se considera la siguiente Regelbedarf:
| A partir de        | Regelbedarf 1 | Regelbedarf 2 | Regelbedarf 3 | Regelbedarf 4 | Regelbedarf 5 | Regelbedarf 6 |
| ------------------ | ------------- | ------------- | ------------- | ------------- | ------------- | ------------- |
| 1 de enero de 2016 | 404 €         | 364 €         | 324 €         | 306 €         | 270 €         | 237 €         |

### Mehrbedarfe
La cantidad de Mehrbedarf no está incluida dentro de Regelbedarf. Sin embargo, la suma de las 4 primeras Mehrbedarf reconocidas no deben superar la cantidad a recibir por Regelbedarf.

#### Mehrbedarf para madres/padres solteros
El Mehrbedarf a recibir por los padres solteros se calcula mediante un incremento porcentual según la siguiente tabla:
| Mehrbedarf                                                  | % del Regelbedarf | Cantidad |
| ----------------------------------------------------------- | ----------------- | -------- |
| padre/madre soltero con un hijo menor de 7 años             | 36                | 145,44 € |
| padre/madre soltero con dos o tres niños menores de 16 años | 36                | 145,44 € |
| por cada cuarto y quinto niño adicional menor de 16 años    | 12                | 48,48 €  |
| ingreso a recibir por un niño entre 7 y 17 años             | 12                | 48,48 €  |
| ingreso a recibir por dos niños, que tengan 16 o 17 años    | 12                | 48,48 €  |

En términos de cantidades económicas a recibir solo serán considerados hasta cinco niños. Los hijos adoptivos también ser considerados. Incluso el cuidado de nietos puede ser considerado.
Con respecto a la cuestión si alguien es padre/madre soltero con respecto a la ley, es indiferente al concepto de custodia. Una persona tiene acceso a Mehrbedarf si en la familia con la que vive no pueden ofrecer servicios de primera necesidad a los niños.
En el caso de que los padres vivan separados y disponen cada uno de ellos Umgangsrecht, el Mehrbedarf será recibido por el padre que aporte un mayor porcentaje económico a la educación del niño. En el caso de que ambos padres aporten el mismo porcentaje, recibirán cada uno la mitad de su correspondiente Mehrbedarf.

#### Mehrbedarf para embarazadas
Las mujeres embarazadas a partir de la 13° semana de gestación tienen derecho a un Mehrbedarf correspondiente al 17 por ciento del Regelbedarf.

#### Mehrbedarf para minusválidos
Personas minusválidas hábiles para trabajar, acceso a la escuela y/o Ausbilldung disponen de un Mehrbedarf de un valor del 35% del Regelbedarf. Niños minusválidos no tienen derecho a Mehrbedarf, minusválidos incapacitados solo en el caso de formación escolar.
El Mehrbedarf podrá ser incrementado solo en el caso de que en caso de que exista alguna razón que incremente los costes de vida de la persona. Sin embargo, esa razón no tiene por qué estar relacionada con la discapacidad en si.

#### Mehrbedarf para dietas costosas
En el caso de motivos médicos que justifiquen una dieta más costosa, el receptor de la ayuda puede disponer de ingresos relacionados por Mehrbedarf. Se necesitaría presentar un certificado médico que indique la enfermedad, la necesidad de la dieta especial, y la relación entre la misma y la enfermedad correspondiente. Las dietas para adelgazar no entran dentro de ese grupo. En el caso de dietas relacionadas con trastornos del metabolismo se suelen conceder.

#### Mehrbedarf para suministro de agua caliente descentralizado
En el caso de que el agua caliente no esté incluida en los costes de calefacción, debido a que ambas instalaciones se encuentran separadas en el interior de la vivienda; se reconocerá el derecho al Mehrbedarf correspondiente, cuya cantidad variará entre el 0,8 y 2,3 % del Regelbedarf.

#### Casos especiales
En casos de que existan pruebas irrefutables, que demuestren un gasto estrictamente necesario, el beneficiario podría recibir Mehbedarf.
Desde el 9 de febrero de 2010 hay una serie de casos especiales declarados; los cuales no se pueden eximir. Estos son, por ejemplo:
- Artículos para el cuidado de la neurodermatitis, así como productos de higiene en caso de SIDA.
- Ayuda para labores de hogar en el caso de personas en silla de ruedas.
- Costes derivados al ejercicio del derecho de visitar a hijos.
- Otros casos difíciles de envergadura similar.

No se cubrirán casos de tallas supergrandes de ropa, así como casos de alimentación para enfermedades especiales.

### Otros casos
En Regelbedarf no serán consideradas cosas como:
- Renovación del hogar y/o electrodomésticos.
- Prendas de vestir para embarazadas.
- Compra y/o reparación de zapatos ortopédicos; reparación, compra y/o alquiler de aparatos médicos.

Estos gastos se pueden cubrir bajo petición especial. Incluso personas que no reciben Arbeitlosengeld II pueden recibir ayuda con esos gastos (porcentual en algunas ocasiones).
La inversión inicial en la vivienda debe ser solicitada por separado. Esto también incluye los gastos relacionados con una separación (tanto en casos de matrimonios como en parejas de hecho). Incluso en casos en los que los hijos abandonan el hogar pueden ser contemplados. Casos como cumplimento de condenas a prisión o carencia de vivienda pueden ser contemplados cuando el receptor de la ayuda reside en el extranjero. Del mismo modo se puede compensar casos de ruptura de muebles durante una mudanza.
El cambio de vivienda debe asegurar la posibilidad de mantener los gastos asociados, asimismo garantizar una vida digna. No se recoge en este caso elementos como televisiones. Es la decisión del receptor de la ayuda, recibir los servicios o directamente dinero en efectivo.
Un ingreso extra para compra de ropa solo se proporcionará bajo ciertas circunstancias, por ejemplo: un gran aumento o pérdida de peso que imposibilite el uso de las actuales prendas de vestir. Sí que se consideran cosas como las primeras prendas durante el embarazo; las primeras prendas del recién nacido y los muebles necesarios como un armario, cuna y carrito de bebé. El 23 de mayo de 2013 se decidió que se puede solicitar una nueva cuna, en el caso de que el niño sea demasiado grande.

### Condiciones especiales
El beneficiario puede (bajo determinadas circunstancias) recibir un préstamo. Esto se produce en los casos en los que debido a una circunstancia no se pueden cubrir gastos básicos. Por ejemplo, en casos en los que se sufra un corte de electricidad debido a impagos anteriores.
Se puede conceder un préstamo también entre el periodo de inicio de una actividad laboral y el primer sueldo.

### Educación
Los estudiantes pueden recibir Arbeitslosengeld II, siempre y cuando no tengan derecho a ser becados por sus estudios. Ambas ayudas deberán solicitarse por separado.

### Sozialgeld
Las personas que pueden recibir Sozialgeld son aquellas que:
- no son hábiles para trabajar.
- vivan con una persona que podría solicitar Arbeitslodengeld II, en una Bedarfsgemeinschaft.
- no tienen derecho a una pensión en su vejez.

En casos de menores de edad que no tengan derecho a recibir becas de estudios también existe el derecho a Sozialgeld. 
La intención de que el Sozialgeld sea otorgado en el Jobcenter es evitar que para los habitantes de una Bedarfgemeinschaft sean distintas administraciones responsables. 

### Krankenversicherung
El seguro médico de los beneficiaros de Arbeitslosengeld II será pagado en su totalidad por el correspondiente Bundesland
Los beneficiarios de la prestación por desempleo que no estén obligados a tener el seguro médico ni estén asegurados por medio de la familia; recibirán un ingreso extra para su afiliación a un seguro público o privado.
En el caso de que la persona disponga de un seguro privado, se pagará como máximo el valor de la mitad de una tarifa de seguro básico.

## Cálculo de ingresos

Ejemplo para una persona con unos gastos ordinarios de 399 euros con "Warmmiete" de 300 euros

Ejemplo de pareja cada uno con 360 euros, más 234 euros por un hijo (menor de 6 años), con "Warmmiete" de 499 euros.

Los ingresos por Arbeitslosengeld II tienen el objetivo primordial de garantizar el sustento vital mínimo. Se entiende como ingresos, lo que recibe un miembro de una Bedarfsgemeinschaft (directa o inidrectamente). Las imágenes de la derecha muestran ejemplos de una persona que vive sola y sin hijos; y de un matrimonio con hijos, respectivamente.

### Ingresos a tener en cuenta
Los ingresos se entienden como el dinero o bienes que recibe una persona. Muy importante es el hecho de que en el caso que nos ocupa tienen el objetivo de garantizar el mínimo existencial. Huelga decir que un préstamo social no es un crédito bancario; no se otorga con el objetivo de aportar beneficios, sino de cubrir una determinada necesidad. En caso de que un niño pertenezca a una Bedarfsgemeinschaft y sus padres reciban Kindergeld, ese dinero se contabiliza de todos modos como ingresos del niño.

### Ingresos a no tener en cuenta
No se tendrán en cuenta para el cómputo los siguientes ingresos:
- Los ingresos recibidos por el mismo Arbeitslosengeld II.
- Los ingresos por pensión.
- Pensiones de invalidez.
- Schmerzensgeld.
- Donaciones de organizaciones benéficas privadas, siempre y cuando no afecten significativamente al receptor.
- Donaciones de terceros, siempre y cuando no afecten significativamente al receptor (por ejemplo en el caso de recepción económica por donación de sangre).
- Pensiones de invalidez.

Prestaciones recibidas debido a derechos otorgados por la ley pública, y que no proporcionan un mínimo de subsistencia; tampoco se tendrán en cuenta. Este es el caso por ejemplo de prestaciones para cuidados de enfermería o vivienda. Sin embargo, se aplican las siguientes excepciones:
- La parte destinada a educación del Pflegegled.
- Tagespflegeleistungen.

Además la legislación correspondiente al Arbeitslosengled II y Sozialgeld establecen más normas al respecto.

## Reconocimiento de activos
En caso de vivir en una Bedarfsgemeinschaft con otras personas, las cuales tienen activos cuantificables, no se tendrá derecho a recibir Arbeitslosengeld II siempre y cuando el valor de los mismos excedan un determinado límite.
Los intereses o dividendos no se consideran activos, sino ingresos.

## Extensiones fiscales
| Asignación de activos                                                                                            | Subsidio al terminar el año | Subsidio mínimo | Importe máximo                                                                                            |
| --- | --------------------------- | --------------- | --- |
| Extensión básica (para mayores de edad y pareja correspondiente)                                                 | 150 €                       | 3.100 €         | 9.750 € (Nacidos antes de 1957) 9.900 € (Nacidos entre 1958 y 1963) 10.050 € (Nacidos a partir de 1964)   |
| Extensión básica (para menores de edad)                                                                          |                             | 3.100 €         | 3.100 €                                                                                                   |
| Extensión para jubilación en caso de receptores de ayuda con capacidad de trabajar a partir de su 15° cumpleaños | 750 €                       |                 | 48.750 € (Nacidos antes de 1957) 49.500 € (Nacidos entre 1958 y 1963) 50.250 € (Nacidos a partir de 1964) |
| Extensión para compras básicas                                                                                   |                             | 750 €           | 750 € |

## Bienes protegidos
Como bienes no se considerarán:
- Mobiliario.
- Un vehículo para cada persona en capacidad de trabajar, siempre y cuando tenga un valor menor de 7.500€. No es así, se valorará cada caso individualmente.
- Pensiones.
- En caso de que la persona esté exenta del pago del seguro de pensiones; también se protegerán activos destinados a la renta hasta una determinada cantidad.
- Instalaciones utilizadas dentro de la casa de un tamaño adecuado.
- Bienes que superen el límite permitido, siempre y cuando se utilicen para propósitos residenciales de personas con dependencia.
- Pertenencias y derechos, cuya explotación económica es poco rentable o que significarían una dificultad particular para el poseedor.

## Asistencia para la integración e inserción laboral

### Apoyo a la inclusión
El Jobcenter debe realizar un plan de integración para cada persona, en el cual se estimarán las capacidades de la persona, junto con los pasos necesarios que se deben realizar para encontrar trabajo. En caso de que el receptor rechace ese plan de integración no existirá sanción alguna; sin embargo, el Jobcenter podría reclamar gastos administrativos.

### Otros servicios de integración
Además de los servicios de integración correspondientes al paro, en el caso de Arbeitslosengeld II los beneficiarios también disponen de:
- Servicios como asesoramiento infantil, cuidados, adicciones, etc.
- Einstiegsgeld
- Servición para integración de autónomos
- Ein-Euro Job
- Inscripción en "öffentlich geförderten Beschäftigunssektor"
- Freie Förderung

No existe en principio derecho a servicios de integración. Es el Berater, el que determinará las herramientas adecuadas. Las decisiones deben ser, por lo tanto, individuales. Sin embargo existe el derecho a reclamación con respecto a las mismas.

## Sanciones
El receptor de la ayuda puede ser en ciertos momentos sancionado. En caso de producirse, no existe derecho a una ayuda adicional. Debe además producirse 6 meses después de la infracción. Por lo general duran tres meses.

### Sanción por incumplimiento de obligaciones
Este tipo de sanciones se pueden ejecutar cuando con respecto a una oportunidad de trabajo, un trabajo mismo o una formación; son rechazadas por el receptor de la ayuda o directamente no se presenta. El beneficiario podría, de todos modos, quedar excluido de sanción alguna si una razón importante justificase su comportamiento.
Las sanciones se efectuarán de la siguiente manera:
- En el caso más sencillo, se reducirá el Regelbedarf en un 30%
- En la primera reincidencia, se reducirá el Regelbedarf en un 60%. Se considerará reincidencia si se comete una nueva infracción en un plazo menor a un año
- Por cada incumplimiento reiterado a partir de este la prestación se elimina por completo (incluidos gastos de alojamiento). Dado que el seguro médico también está incluido en la ayuda; este también se verá suprimido.

En el caso de personas menores de 25 años se aplican condiciones más estrictas. Con la primera violación de la norma, se retirará el Regelbedarf; con la primera reincidencia, se retirará las prestación por completo. En el segundo caso podría recurrirse esa decisión. En el caso de la reducción del Regelbedarf se podría reducir la duración temporal de la sanción.
En caso de que el beneficiario vea reducida su prestación en más de un 30% (por causa de sanciones); podría obtener unos vales para bienes de primera necesidad. Esto se debe aplicar siempre y cuando hijos menores de edad viven en el hogar de la persona sancionada.
En caso de que varias personas vivan en una Bedarfsgemeinschaft y compartan vivienda con una persona sancionada, y esta sanción afecte a los costes de mantenimiento de la vivienda; la misma debe ser compensada mediante un incremento de la prestación a los demás miembros de la Bedarfsgemeinschaft.

### Sanción por ausencia
Esta sanción puede ser ejercida, cuando después de una notificación, el receptor de la ayuda no se presentase en la oficina correspondiente.
Si esta sanción se efectuase, se reducirán los ingresos del beneficiario en un 10%. Incluso se puede añadir a una sanción existente. Debido a ello, el Bundessozialgericht ha establecido un límite del 30% de reducción mediante las mismas.

### Frecuencia de sanciones
En 2007 el 2,7% de los beneficiarios fueron sancionados. En 2006 fueron el 1,9%. Entre las regiones existen también diferencias, siendo las sanciones mayores en el sur de Alemania (llegando al 3,8% en Bayern). Esta estadística reconoce todas las sanciones, independientemente de la cuantía.

## Procedimientos administrativos

### Marco legal
Los beneficiarios pueden solicitar asesoría en su juzgado municipal correspondiente; la cual no puede ser rechazada.
En caso de desear realizar una reclamación o denuncia, esta debe ser tramitada por el Sozialgericht.
En caso de expirar el plazo de reclamación, se podría de todos modos solicitar un Überprüfungsantrag. 

### Restitución de sanciones
En caso de que se estime que el comportamiento del beneficiario haya cambiado; se puede reingresar el dinero retenido.